# Wayne Andre
Wayne Andre (17 november 1931 - 26 augustus 2003) was een Amerikaanse jazztrombonist.

## Biografie
Andres vader was saxofonist. Op 15-jarige leeftijd nam hij privé-muzieklessen. Hij speelde tijdens de jaren 1950 met Charlie Spivak, voordat hij werd opgeroepen voor de United States Air Force (USAF). In 1955 voegde hij zich bij het Sauter-Finegan Orchestra en in 1956 speelde hij met Woody Herman. Van 1956 tot 1958 speelde hij met Kai Winding en bezocht hij de Manhattan School of Music. Hij componeerde zijn Nutcracker en arrangeerde The Preacher voor het Kai Winding Septet, terwijl hij optrad met het septet. Tijdens de jaren 1960 trad hij op met Gerry Mulligans eerste Concert Jazz Band, het orkest van Thad Jones/Mel Lewis en Clark Terry's Big Band. Hij voegde zich in 1962 bij de Mission to Russia met Benny Goodman. Hij speelde ook met Urbie Green, Art Farmer, Roy Ayres en Carl Fontana.
Na zijn vestiging in New York werd Andre een veelgevraagd  studio-sideman en –solist. Zijn soli werden gehoord op albums als Liza Minnelli's More Than You Know op Liza with a Z, Bruce Springsteen's Born to Run en Blue Turk op Alice Coopers album School's Out. De New Yorkse sectie van de National Academy of Recording Arts and Sciences bekroonde Andre met de «Most Valuable Player»-award in 1982 en 1986. Tijdens deze periode speelde hij ook met Lynn Welshman Tentet, de Mingus Big Band en The Epitaph Band, Jaco Pastorius' band Word of Mouth en vele anderen. Hij trad ook op met een eigen kwintet met de muzikanten Marvin Stamm, Pat Rebillot, Ron Zito en Jay Leonhart en zijn septet  met Matt Finders, Keith O'Quinn en Jim Pugh. Later genoot Andre van zijn optredens met zijn eigen bigband, de band van Illinois Jacquet en het New York State of the Art Jazz Ensemble van Mike Longo.
Wayne Andre ging ook verder met het schrijven van muziek tijdens zijn leven. Zijn compositie Ayo werd opgenomen door Bill Watrous met The Manhattan Wildlife Refuge Band. Hij presenteerde zijn compositie The Rise and Fall of Love voor trombone en symfonieorkest met het Oslo Big Band Orchestra in Noorwegen.

## Overlijden
Wayne Andre overleed in augustus 2003 op 71-jarige leeftijd.

## Discografie
Met Kai Winding
- 1956: Jay and Kai (Columbia Records)
- 1956: The Trombone Sound (Columbia Records)
- 1957: Trombone Panorama (Columbia Records)
- 1965: The In Instrumentals (Verve Records)
- 1966: More Brass (Verve Records)

Met Art Farmer
- 1959: Brass Shout (United Artists Records)

Met Quincy Jones
- 1960: I Dig Dancers (Mercury Records)

Met Gerry Mulligan
- 1960: The Concert Jazz Band (Verve Records)

Met Bob Brookmeyer
- 1961: Gloomy Sunday and Other Bright Moments (Verve Records)

Met Curtis Fuller
- 1962: Cabin in the Sky (Impulse! Records)

Met J.J. Johnson
- 1965: Broadway Express (RCA Victor)

Met Maynard Ferguson
- 1965: The Blues Roar (Mainstream Records)

Met Manny Albam
- 1966: Brass on Fire (Solid State Records)

Met Jimmy McGriff
- 1966: The Big Band (Solid State Records)

Met Paul Desmond
- 1968: Summertime (A&M Records/CTI Records)

Met Kenny Burrell
- 1968: Blues - The Common Ground (Verve Records)
- 1969: Night Song (Verve Records)

Met Milton Nascimento
- 1969: Courage (A&M Records/CTI Records)

Met Johnny Hammond
- 1971: Wild Horses Rock Steady (Kudu Records)
- 1972: The Prophet (Kudu Records)
- 1973: Higher Ground (Kudu Records)

Met Jackie and Roy
- 1972: Time & Love (CTI Records)

Met Hank Crawford
- 1972: Help Me Make it Through the Night (Kudu Records)
- 1973: Wildflower (Kudu Records)

Met Airto Moreira
- 1972: Free (CTI Records)

Met Gábor Szabó
- 1972: Mizrab (CTI Records)

Met Randy Weston
- 1972: Blue Moses (CTI Records)

Met Charles Earland
- 1973: The Dynamite Brothers (Prestige Records)

Met Yusef Lateef
- 1973: Part of the Search (Atlantic Records)
- 1974: 10 Years Hence (Atlantic Records)

Met O'Donel Levy
- 1973: Dawn of a New Day (Groove Merchant)

Met Don Sebesky
- 1973: Giant Box (CTI Records)
- 1975: The Rape of El Morro (CTI Records)

Met Cedar Walton
- 1975: Mobius (RCA Records)

Met Lalo Schifrin
- 1976: Black Widow (CTI Records)

Met Stanley Turrentine
- 1976: The Man with the Sad Face (Fantasy Records)
- 1976: Beyond Mobius (RCA Records)

Met Patti Austin
- 1977: Havana Candy (CTI Records)

- Bibliothèque nationale de France: cb138907807 (data)
- Gemeinsame Normdatei: 1129480623
- International Standard Name Identifier: 0000 0003 8260 1899
- Library of Congress Control Number: n93014217
- MusicBrainz: 3e427f7c-3127-414b-86d6-fb37e2f0c154
- Nationale Bibliotheek van Tsjechië: xx0145002
- Nationale Bibliotheek van Israël: 987007432479705171
- SNAC: w6w7999g
- Virtual International Authority File: 264638230
- WorldCat: E39PBJhmJCY9PhV4CgtgcGgMyd